# Spannslokket
Spannslokket est une île de la commune de Asker ,  dans le comté d'Akershus en Norvège. 

## Description
Spannslokket est une petite île, parmi cinq îlots de l'archipel d'Asker, et est parmi les plus au sud-ouest des plus grandes îles de l'archipel de la municipalité. Spannslokket est à quelques centaines de mètres à l'ouest de Brønnøya et Langåra, entre ces îles et Konglungen à l'ouest. 
Les quatre autres îlots sont :
- Furuholmen
- Katterompa
- Mellomholmen
- Torbjørnsøy